# Anonychomyrma anguliceps
Anonychomyrma anguliceps é uma espécie de formiga do gênero Anonychomyrma.